# Loch Frisa (Schiff)
Die Loch Frisa ist eine Doppelendfähre der britischen Reederei CalMac Ferries.

## Geschichte
Das Schiff wurde unter der Baunummer 25 auf der türkischen Werft Sefine Shipyard für die norwegische Reederei Norled gebaut. Die Kiellegung fand am 9. September 2014, der Stapellauf am 27. März 2015 statt. Fertigstellung und Ablieferung der Fähre erfolgten am 11. September 2015. Sie ist die einzige des vom norwegischen Schiffsarchitekturbüro LMG Marin entworfenen Typs LMG 408-DE.
Die Ende Oktober 2015 in Dienst gestellte Fähre verkehrte bis Ende 2019 über den Hardangerfjord zwischen Utne und Kvanndal. Sie ersetzte dort die Hardingen, die infolge des Nachfragerückgangs nach der Eröffnung der Hardangerbrücke über den Eidfjord etwas östlich der Fährstrecke zu groß geworden war.
Im Oktober 2021 wurde die Fähre für 9 Mio. £ an das britische Unternehmen Caledonian Maritime Assets verkauft. Anfang Juni 2022 wurde die Fähre nach Loch Frisa, dem größten Loch auf der Isle of Mull, in Loch Frisa umbenannt. Seit Mitte Juni wird sie von CalMac Ferries auf der Fährverbindung zwischen Oban und Craignure auf der Isle of Mull betrieben. Sie verkehrt hier zusammen mit der Isle of Mull und ersetzte die Coruisk.

## Technische Daten
Das Schiff wird von zwei Scania-Dieselmotoren des Typs DI16 mit jeweils 440 kW Leistung angetrieben. Die Motoren wirken auf zwei Propellergondeln. Für die Stromerzeugung stehen zwei von Scania-Dieselmotoren des Typs DI09 mit jeweils 150 kW Leistung angetriebene Leroy-Somer-Generatoren zur Verfügung.
Die Fähre verfügt über ein durchlaufendes, 46,8 Meter langes Fahrzeugdeck. An beiden Enden befinden sich nach oben aufklappbare Visiere. Das Fahrzeugdeck ist im mittleren Bereich von den Decksaufbauten überbaut. Oberhalb des Fahrzeugdecks befindet sich ein Deck mit Räumen für die Passagiere. Darüber ist mittig das Steuerhaus aufgesetzt. Auf dem Fahrzeugdeck finden 34 Pkw Platz. Die Passagierkapazität der Fähre ist mit 195 Personen angegeben. Die Fähre ist mit einem 
Schiffsevakuierungssystem ausgerüstet.